# ヤマトグローバルエキスプレス
ヤマトグローバルエキスプレス株式会社（やまとぐろーばるえきすぷれす）は、かつて存在したヤマトホールディングスの子会社。東京都港区港南に本店、浜松町に本社を置いた。2021年4月1日をもってヤマト運輸に吸収合併され解散した。

## 事業所
すべて、ヤマト運輸エキスプレス事業本部から引き継いだものである。

### 1桁目会社コード
- 4  - 分社前から、1桁目を4としていた。（ちなみに、宅急便店所は0、メール便店所は3である。）

### 2桁目・3桁目支社・主管支店コード（）内は支社・主管支店所在地/担当区域
- 09札幌（北海道全域の航空貨物を管轄）
- 19東北（東北全域の航空貨物を管轄）
- 29東京（羽田空港。関東全域・信越2県の航空貨物を管轄。営業所は各地にある）
- 49中部（愛知県名古屋市中川区。北陸3県と東海4県全域の航空貨物を管轄）
- 59関西（大阪府豊中市。関西2府4県全域の航空貨物を管轄）
- 79岡山・岡山空港・広島・広島空港・出雲空港・米子・鳥取空港・宇部空港・下関の各営業所（航空貨物のみ管轄）
- 89高松・高松空港・徳島・高知・高知空港・松山の各営業所（航空貨物のみ管轄）
- 99九州（福岡県福岡市博多区東比恵。九州7県全域の航空貨物を管轄するが、沖縄県のみ航空貨物も沖縄ヤマト運輸が取扱う）

### 4桁目以降営業所コード
000～990までの間で、各センターの個別のコードが符番される。
ただし、宅急便・メール便店所と違ってコードが固定されているところはない。

## 使用車両
ヤマト運輸時代から使用している車両を社名を書き換えて使用していた。

## 沿革
- 分社化以前については、ヤマト運輸を参照されたい。
- 2007年7月19日 - 設立
- 2008年4月1日 - ヤマト運輸から国内航空貨物部門（エキスプレス事業本部）の業務一切を承継
- 2021年4月1日 - グループ経営体制再編により、ヤマト運輸株式会社への簡易吸収合併を実施

## 取扱商品種別
分社化前から宅急便、クロネコメール便などの宅急便商品も取扱をしていた（2003年3月まで宅急便がヤマト運輸本体の管轄外だった四国四県と大分県・宮崎県・鹿児島県は除く）。

### エキスプレス関連商品（日本国内）
- 航空便 … 1個口から複数口まで、全国翌日配達。
- 生鮮時間便 … 全国からの朝獲れ食材を当日中にお届け。
- 航空便スーパーナイトサービス … 夜間集荷（最大24時）で翌日にお届け。
- 航空便スーパーエキスプレス北海道・関東 … 深夜フライト。
- 航空便スーパーエキスプレス九州・関東 … 深夜フライト。
- 時間便 … 全国58都市から当日配達
- S-PAT9時便・S-PAT10時便 … エキスプレスネットワークが販売主体。宅急便センターで集荷した分も当社のセンターで配達となる。（ヤマト運輸はエキスプレスネットワークの販売会社でもあるが、参加会社ではないため。）